# Club Nacional
El Club Nacional és un club de futbol de la ciutat d'Asunción, Paraguai, situat al Barrio Obrero.

## Història
El Nacional Football Club va ser fundat el 5 de juny de 1904 per joves del Colegio Nacional de la Capital, nomenant Víctor Paredes Gómez com a primer president. El seu primer uniforme fou totalment blanc, adoptant més tard un de franges verdes i blanques, abans de l'actual tricolor. Posteriorment canvià el nom per Club Nacional.
Juga a l'Estadi Arsenio Erico, també conegut com La Visera, que porta el nom del jugador més gran que ha donat el club, Arsenio Erico. És proper als estadis de Sol de América i Cerro Porteño.

## Palmarès
- Lliga paraguaiana de futbol:[2]
  - 1909, 1911, 1924, 1926, 1942, 1946, 2009 Clausura, 2011 Apertura, 2013 Apertura

- Segona divisió paraguaiana de futbol/División Intermedia:
  - 1979, 1989, 2003

- Plaqueta Millington Drake:
  - 1942, 1944, 1945, 1946

## Jugadors destacats
- Arsenio Erico (El Saltarín Rojo)
- Manuel Fleitas Solich (El Brujo)
- Heriberto Herrera (El Sargento de Hierro)
- Cecilio Martínez
- Roberto Miguel Acuña (El Toro)
- Edgar Denis (La Araña)
- Óscar Cardozo (Tacuara)
- Cristian Bogado